# Augustine Washington
Augustine Washington (Westmoreland, Virginia, 12 de noviembre de 1694-King George, Virginia, 12 de abril de 1743) fue el padre del primer presidente de los Estados Unidos, George Washington. Pertenecía a la aristocracia de la colonia de Virginia y era un hacendado y dueño de esclavos.
Agustín Washington nació en Westmoreland, Virginia. Él era hijo de Lawrence Washington (1659-1698), un capitán de la milicia y miembro de la Cámara de Burgueses de Virginia, y su esposa Mildred Warner.
Sus abuelos paternos fueron John Washington (c. 1631-1677) y su primera esposa, Anne Pope. Su tío paterno era John Washington, II (1660-1698) y su tía paterna era Anne Washington (1660-1697).

## Primeros años y vida familiar
Augustine Washington nació en el condado de Westmoreland, Virginia , el 12 de noviembre de 1694, hijo de Mildred Warner y su esposo, el Capitán Lawrence Washington , capitán de la milicia y miembro de la Cámara de Burgueses de Virginia . Sus abuelos paternos fueron el teniente coronel John Washington (c. 1631–1677) y su primera esposa, Anne Pope. Sus abuelos maternos eran dueños de Warner Hall y plantaciones asociadas en el condado de Gloucester .
Agustín tenía cuatro años cuando murió su padre. Su madre se volvió a casar y trasladó a su familia a Inglaterra, donde murió cuando todos eran todavía niños; aunque el testamento de su madre nombró a su padrastro George Gale como su tutor, su primo John Washington luchó para que él mismo nombrara tutor de los niños y los trajera de regreso a Virginia.
Cuando Washington alcanzó la mayoría de edad (y entró en su herencia) en 1715, se casó con Jane Butler, otra huérfana, que había heredado unos 2,6 km² (640 acres) de su padre, Caleb Butler. La joven pareja se instaló en la propiedad de Bridges Creek y tuvo cuatro hijos, de los cuales solo dos (Lawrence y Augustine Jr.) vivieron hasta la edad adulta. Después de la muerte de Jane en noviembre de 1728 o 1729,  Washington se casó con Mary Ball en 1731 y la pareja tuvo cinco hijos que sobrevivieron hasta la edad adulta: George, Betty, Samuel, Charles y John Augustine, y una hija, Mildred.

## Carrera
Cuando alcanzó la mayoría de edad en 1715, Augustine Washington heredó alrededor de 1000 acres (4,0 km²) en Bridges Creek en el condado de Westmoreland ; su hermana Mildred heredó lo que se llamó la propiedad de Little Hunting Creek;  ambos heredaron esclavos. En 1718, Washington compró un terreno en Pope's Creek, junto a su propiedad en Bridges Creek, y se dispuso a establecerse. Entre 1723 y 1735 contrató a un contratista local para construir una casa, que probablemente se completó alrededor de 1726 a pesar de la muerte del contratista (más tarde llamada Wakefield ). En el mismo año, Washington compró la propiedad Little Hunting Creek de su hermana Mildred.
En 1725, Augustine Washington celebró un acuerdo con Principio Company of England para iniciar una fundición en Accokeek Creek en el condado de Stafford, y también poseía una participación en su fundición de Maryland. En 1735, la familia se mudó a la propiedad de Little Hunting Creek, que estaba más cerca de Accokeek Furnace.
En 1738, Augustine Washington compró la propiedad Strother de 150 acres al otro lado del río Rappahannock (ahora conocida como Ferry Farm) y mudó a la familia allí a fines de ese mismo año.
Augustine Washington era activo en la Iglesia Anglicana , la milicia local y la política.  Prestó juramento como juez de paz para el tribunal del condado de Westmoreland en julio de 1716, y se desempeñó como alguacil del condado .

## Muerte y legado
Después de que Augustine Washington muriera en 1743 a la edad de 48 años, su hijo George, de 11 años, heredó la antigua propiedad de Strother y sus esclavos. Debido a que no había alcanzado la mayoría de edad, su madre María administró esta propiedad para él hasta que cumplió la mayoría de edad. Vivió en la propiedad hasta 1772, cuando tenía 64 años, cuando George la mudó a una casa en Fredericksburg.
Lawrence Washington heredó la propiedad de Little Hunting Creek y la rebautizó como " Mount Vernon ", en honor al almirante Edward Vernon, con quien había servido en la Marina Real en 1741 durante la Batalla de Cartagena de Indias durante la Guerra del Asiento.
Según el testamento de Augustine Sr, si su hijo Lawrence moría sin hijos, la propiedad de Little Hunting Creek pasaría a manos de Augustine Jr. y Augustine Jr, a su vez, tendría que ceder la propiedad de Popes Creek a su hermano George. Si Augustine Jr. no quería la propiedad de Little Hunting Creek, George la heredaría. Tras la muerte de Lawrence, Augustine Jr. eligió Popes Creek y sus esclavos en lugar de la antigua propiedad de Little Hunting Creek. La única hija sobreviviente de Lawrence, Sarah, solo vivió hasta 1754; por lo tanto, George Washington finalmente heredó la propiedad de Little Hunting Creek, que en ese momento se conocía como Mount Vernon. A su muerte, Augustine Washington Sr. tenía un total de 64 esclavos que fueron asignados entre las distintas plantaciones.
La viuda de Lawrence Washington, Ann, tenía un interés vitalicio en la plantación de Little Hunting Creek. Debido a que se volvió a casar y no vivía en Mount Vernon, arrendó la propiedad a George a partir de 1754. Tras su muerte en 1761, George Washington heredó la plantación por completo.

### Hijos con Jane Butler
Washington (1716)
Lawrence Washington (1718-1752)
Agustín Washington II (1720-1762)
Jane Washington (1722-1735)

### Hijos con Mary Ball
George Washington (1732-1799)
Elizabeth Washington (1733-1797)
Samuel Washington (1734-1781)
John Augustine Washington (1736-1787)
Charles Washington (1738-1799)
Mildred Washington (1739-1740)